# Iheringichthys syi
Iheringichthys syi es una especie de pez de agua dulce Iheringichthys de la familia Pimelodidae en el orden Siluriformes. Habita en aguas templado-cálidas del centro-este de América del Sur. La mayor longitud que alcanza ronda los 22 cm. Es endémica de la ecorregión de agua dulce Paraná superior.

## Distribución
Esta especie vive en la cuenca del Plata, en ríos de aguas subtropicales del centro-este de América del Sur. Es endémica del río Paraná superior, en Brasil.